# Хронология мировых рекордов в беге на 400 метров (мужчины)

## История
Первый мировой рекорд в беге на 400 м среди мужчин был зафиксирован Международной любительской федерацией лёгкой атлетики (ныне ИААФ) в 1912 году, когда Чарльз Рейдпат на Олимпийских играх в Стокгольме показал 48,2 с. Одновременно федерация зафиксировала установленный в 1900 году рекорд Макси Лонга на дистанции 440 ярдов (402,34 м), который превышал результат Рейдпата.
К 21 июня 2009 года ИААФ ратифицировала 23 мировых рекорда в этом виде.

## Ручной секундомер (1900—1976)
Условные обозначения:
y — результат показан на дистанции 440 ярдов (402,34 м);
+ — результат показан в ходе забега на более длинную дистанцию.
В случае, если результат зафиксирован электронный секундомером, в графе «Пр.» (примечания) указан результат по электронному секундомеру с точностью до 0,01 с, а в графе «Рез.» (результат) — либо результат, параллельно зафиксированный ручным секундомером, либо электронное время, соответствующим образом округлённое до 0,1 с. При округлении до десятых долей секунды результата, зафиксированного электронным секундомером, от него отнималось небольшая величина (чаще всего 0,24 с), так как по статистике ручной секундомер при замере одного и того же промежутка времени даёт несколько лучший результат.
| 47,8y | Лонг, Макси              | Maxie Long       | США      | Нью-Йорк              | 29.09.1910 |       |
| 48,2  | Рейдпас, Чарльз          | Charles Reidpath | США      | Стокгольм             | 13.07.1912 |       |
| 47,4y | Мередит, Тед             | Ted Meredith     | США      | Кембридж              | 27.05.1916 |       |
| 47,0  | Спенсер, Эмерсон         | Emerson Spencer  | США      | Пало-Альто            | 12.05.1928 |       |
| 46,4y | Истмэн, Бен              | Ben Eastman      | США      | Пало-Альто            | 26.03.1932 |       |
| 46,2  | Карр, Билл               | Bill Carr        | США      | Лос-Анджелес          | 05.08.1932 | 46,28 |
| 46,1  | Уильямс, Арчи            | Archie Williams  | США      | Чикаго                | 19.06.1936 |       |
| 46,0  | Харбиг, Рудольф          | Rudolf Harbig    | Германия | Франкфурт-на-Майне    | 12.08.1939 |       |
| 46,0  | Клеммер, Гровер          | Grover Klemmer   | США      | Филадельфия           | 06.06.1941 |       |
| 46,0y | Маккенли, Херб           | Herb McKenley    | Ямайка   | Беркли (Калифорния)   | 05.06.1948 |       |
| 45,9  | Маккенли, Херб           | Herb McKenley    | Ямайка   | Милуоки               | 02.07.1948 | 46,00 |
| 45,8  | Роден, Джордж            | George Rhoden    | Ямайка   | Эскильстуна           | 22.08.1950 |       |
| 45,4  | Джонс, Луис              | George Rhoden    | США      | Мехико                | 18.03.1955 | 45,68 |
| 45,2  | George Rhoden            | George Rhoden    | США      | Лос-Анджелес          | 30.06.1956 |       |
| 44,9  | Дэвис, Отис              | Otis Davis       | США      | Рим                   | 06.09.1960 | 45,07 |
| 44,9  | Кауфман, Карл            | Carl Kaufmann    | ФРГ      | Рим                   | 06.09.1960 | 45,08 |
| 44,9y | Пламмер, Адольф          | Adolph Plummer   | США      | Темпе                 | 25.05.1963 |       |
| 44,9  | Майк Ларраби             | Mike Larrabee    | США      | Лос-Анджелес          | 12.09.1964 |       |
| 44,5+ | Смит, Томми (легкоатлет) | Tommie Smith     | США      | Сан-Хосе (Калифорния) | 20.05.1967 |       |
| 44,1  | Джеймс, Ларри            | Larry James      | США      | Эхо-Саммит            | 14.09.1968 | 44,19 |
| 43,8  | Эванс, Ли                | Lee Evans        | США      | Мехико                | 18.10.1968 | 43,86 |

## Электронный секундомер (с 1976 года)
С 1975 года ИААФ утвердил автоматическую фиксацию результатов на всех дистанциях до 400 м включительно. С 1 января 1977 года на всех официальных соревнованиях по лёгкой атлетики требовалась электронное измерение результатов на этих дистанциях с точностью до сотых долей секунды.
Первым мировым рекордом, зафиксированным по новым правилам, стал результат 43,86 с, показанный Ли Эвансом в финале Олимпиады 1968 года в Мехико.
| 43,86 | Эванс, Ли         | США | Мехико         | 18.10.1968 |  |
| 43,29 | Рейнольдс, Батч   | США | Цюрих          | 17.08.1988 |  |
| 43,18 | Джонсон, Майкл    | США | Севилья        | 26.08.1999 |  |
| 43,03 | ван Никерк, Вайде | ЮАР | Рио-де-Жанейро | 14.08.2016 |  |